# Kreisgericht Teschen

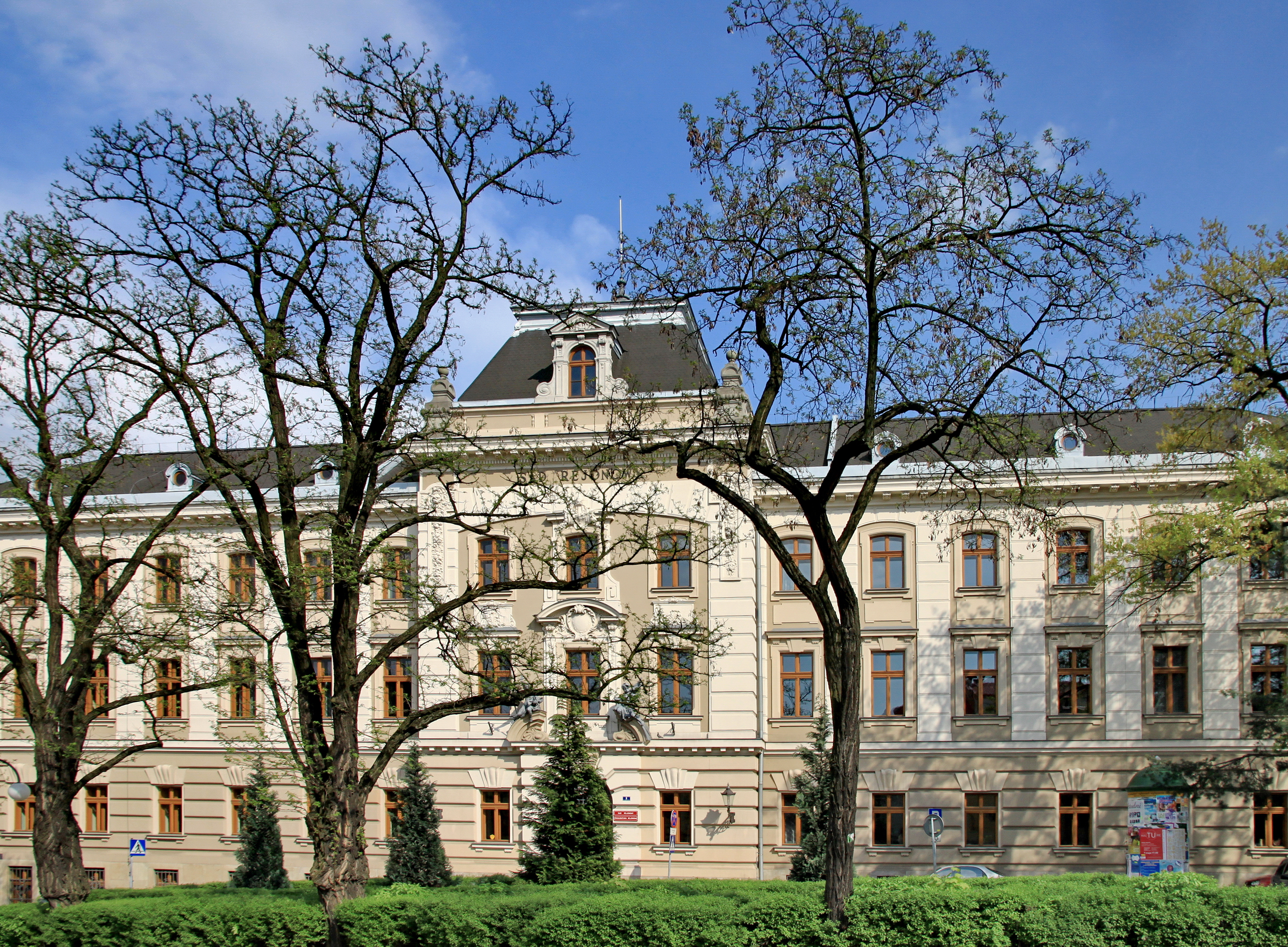
Kreisgerichtsgebäude in Teschen

Das Kreisgericht Teschen war ein österreichisches Kreisgericht in Österreichisch-Schlesien mit Sitz in Teschen.

## Geschichte
In Österreich-Ungarn bestand ein sehr heterogenes System unterschiedlichster Gerichte. Im Rahmen der Märzrevolution wurde gefordert, diese zu vereinheitlichen, Schwurgerichte und richterliche Unabhängigkeit einzuführen und die Patrimonialgerichtsbarkeit aufzuheben. Dies wurde in einer Vielzahl einzelner Rechtsakte umgesetzt. Das Gesetz vom 7. September 1948 hob die Patrimonialgerichtsbarkeit auf und die Grundzüge der neuen Gerichtsverfassung wurden in der allerhöchsten Entschließung vom 14. Juni 1849 festgelegt. Danach bildeten die Bezirksgerichte (für die geringeren Fälle) und die Landesgerichte (für die bedeutenden Fälle) in zivilrechtlichen Angelegenheiten die erste Instanz. Die zweite Instanz wurde durch Oberlandesgerichte gebildet. In strafrechtlichen Fällen wurden „Vergehen und Übertretungen“ vor den Bezirksgerichten behandelt. Bei „Verbrechen und Vergehen“ bildeten die Bezirks-Collegialgerichten (eine Kammer aus drei Richtern der Landesgerichte) die zuständige Instanz. Bei schweren Straftaten entschieden die Landesgerichte in einer Kammer mit fünf Richtern sowie einem Schwurgericht. Zweite Instanz bildeten die Landesgerichte (wobei nur Richter eingesetzt wurden, die in der ersten Instanz nicht beteiligt waren).
Im Sprengel des Oberlandesgerichts Brünn entstand so das Landesgericht Teschen und das Bezirksgericht Teschen.
Mit der beginnenden Reaktionsära wurden diese Regeln, insbesondere die Schwurgerichte teilweise aufgehoben. Daneben erfolgten Anpassungen in der Gerichtsorganisation. Mit Verordnungen vom 2. und 26. Oktober 1853 wurde in Österreichisch-Schlesien die neue Gerichtsorganisation eingeführt. Danach wurden die Bezirksgerichte in Kreisgerichte umbenannt. In Teschen bestanden daher das Landesgericht Teschen und das Kreisgericht Teschen. Diese Organisation hatte bis zum Zusammenbruch der Doppelmonarchie nach dem Ersten Weltkrieg bestand.
Als Ergebnis des Krieges fiel Österreichisch-Schlesien weitaus überwiegend an die Tschechoslowakei. Teschen selbst wurde geteilt. Der nördliche Teil fiel mit dem Olsagebiet an Polen. In Polen entstand das Sąd Okręgowy w Cieszynie (Kreisgericht Teschen), jedoch mit deutlich verändertem Sprengel. Es war nun dem Sądowi Apelacyjnemu w Katowicach (Appellationsgericht Kattowitz) zugeordnet. Während der deutschen Besetzung Polens bestand dann von 1939 bis 1945 das Amtsgericht Teschen, welches dem Landgericht Teschen nachgeordnet war.

## Sprengel
Für den Gerichtssprengel des Kreisgerichts Teschen, siehe Bezirk Teschen#Ortschaften.

## Kreisgerichtsgebäude
Das Kreisgericht nutzte ursprünglich Räume im Rathaus am Teschener Marktplatz. Diese reichten um die Jahrhundertwende nicht mehr aus. Der Kreisgerichtspräsident Emanuel Harbich setzte in Wien 1901 den Neubau eines repräsentativen Gerichtsgebäudes durch. Nach Plänen des Teschener Architekten Eugen Fulda wurde das Gerichtsgebäude im Stil des Neobarock erbaut und offiziell am 2. Dezember 1905 eröffnet. In der Halle befindet sich eine Themis-Figur von Ernst Hegenbarth. Das Gebäude wurde unter der Nummer DAY-533/87 am 15. Oktober 1987 unter Denkmalschutz gestellt.